# Torneo Clausura 2024 (El Salvador)
El Torneo Clausura 2024 (conocido como Liga Fedecredito Clausura 2024 por motivos de patrocinio), fue la nonagésima novena (99.a) edición de la Primera División de fútbol profesional salvadoreño, siendo el segundo torneo de la temporada 2023-24. Este inició el 13 de enero y concluyó el 25 de mayo de 2024.

## Sistema de competición
El sistema del torneo más conocida como Liga Pepsi está dividida en 2
Fase Regular : los 12 equipos se enfrentan en un sistema todos contra todos en 22 jornadas y los que queden en los primeros 8 puestos de la tabla pasarán a la siguiente fase los octavos final. Y donde se utiliza el sistema tradicional de puntos 
■ partido ganado 3 puntos 
■ partido empatado 1 punto
■ partido derrota 0 puntos 
Y el orden de los 8 equipos serán bajo los siguientes criterios:
1- por puntos 
2- por goles a favor 
3- por partidos de local y visitante 
4- por el  historial de los 2 partidos frente a un mismo rival 
5- y que el Comité hará un desempate para determinar el liderato 
Fase Final : a esta fase se le conoce como eliminación directa donde 8 equipos se enfrentan y van pasando ronda por ronda hasta llegar a la gran final del campeonato. Los cuales se emparejan según los siguientes criterios.
■ por posición en la tabla 
■ por más goles a favor 
■ por tarjetas 
■ Desempeño de local y visitante 
■ Por historial frente a un mismo rival de local o visitante 
Las siguientes rondas de eliminación directa son
■ Octavos de final 
■ Cuartos de final 
■ Final
Los octavos de final se emparejan así:
1° Clasificado vs 8° Clasificado 
2° Clasificado vs 7° Clasificado 
3° Clasificado vs 6° Clasificado 
4° Clasificado vs 5° Clasificado 
Las semifinales asi:
1° Clasificado vs 7° Clasificado 
3° Clasificado vs 5° Clasificado 
Y así sucesivamente hasta llegar a la final del campeonato

## Equipos participantes
| Equipos                       | N.º | Departamento | Año de Fundación                                   |
| ----------------------------- | --- | ------------ | -------------------------------------------------- |
| Fas y Metapán                 | 2   | Santa Ana    | - 16 de febrero de 1947 - 29 de septiembre de 1950 |
| Águila y Dragón               | 2   | San Miguel   | - 15 de febrero de 1926 - 18 de septiembre de 1939 |
| Jocoro y Fuerte San Francisco | 2   | Morazán      | - 19 de mayo de 1991 - 8 de enero de 1953          |
| Alianza                       | 1   | San Salvador | - 12 de octubre de 1958                            |
| Firpo                         | 1   | Usulután     | - 21 de septiembre de 1923                         |
| Santa Tecla                   | 1   | La Libertad  | - 15 de enero de 2007                              |
| Platense                      | 1   | La Paz       | - 1 de mayo de 1950                                |
| Municipal Limeño              | 1   | La Unión     | - 11 de septiembre de 1949                         |
| 11 Deportivo                  | 1   | Ahuachapán   | - 20 de agosto de 2019                             |

## Fase Regular
Cuartos de final
     Último lugar 
| n°  | Equipos              | Pj | PG | PE | PP | GF | GC | DIF | PTS |
| --- | -------------------- | -- | -- | -- | -- | -- | -- | --- | --- |
| 1°  | Alianza              | 22 | 13 | 6  | 3  | 39 | 13 | +26 | 45  |
| 2°  | Firpo                | 22 | 13 | 3  | 6  | 47 | 30 | +17 | 42  |
| 3°  | Limeño               | 22 | 12 | 3  | 7  | 33 | 25 | +8  | 39  |
| 4°  | Águila               | 22 | 10 | 8  | 4  | 29 | 18 | +11 | 38  |
| 5°  | FAS                  | 22 | 8  | 8  | 6  | 26 | 24 | +2  | 32  |
| 6°  | Platense             | 22 | 9  | 5  | 8  | 26 | 29 | -3  | 32  |
| 7°  | Metapán              | 22 | 9  | 4  | 9  | 24 | 22 | 2   | 31  |
| 8°  | 11 Deportivo         | 22 | 8  | 7  | 7  | 22 | 24 | -2  | 31  |
| 9°  | Dragón               | 22 | 9  | 3  | 10 | 27 | 33 | -6  | 30  |
| 10° | Santa Tecla          | 22 | 5  | 5  | 12 | 26 | 39 | -13 | 20  |
| 11° | Fuerte San Francisco | 22 | 4  | 5  | 13 | 19 | 30 | -11 | 17  |
| 12° | Jocoro               | 22 | 2  | 3  | 17 | 13 | 44 | -31 | 9   |

## Tabla acumulada
| Pos. | Equipo             | Pts. | PJ | G  | E  | P  | GF | GC | Dif. | Clasificación o descenso              |
| ---- | ------------------ | ---- | -- | -- | -- | -- | -- | -- | ---- | ------------------------------------- |
| 1    | Águila CA          | 82   | 44 | 23 | 13 | 8  | 68 | 40 | +28  | Clasificado a la Copa Centroamericana |
| 2    | Luis Ángel Firpo   | 79   | 44 | 23 | 10 | 11 | 83 | 56 | +27  | Clasificado a la Copa Centroamericana |
| 3    | Alianza CC         | 77   | 44 | 20 | 17 | 7  | 67 | 33 | +34  | Clasificado a la Copa Centroamericana |
| 4    | FAS                | 74   | 44 | 20 | 14 | 10 | 62 | 47 | +15  |                                       |
| 5    | Municipal Limeño   | 67   | 44 | 20 | 7  | 17 | 62 | 0  | +62  |                                       |
| 6    | Isidro Metapán     | 60   | 44 | 16 | 12 | 16 | 54 | 50 | +4   |                                       |
| 7    | Dragón             | 60   | 44 | 17 | 9  | 18 | 67 | 72 | −5   |                                       |
| 8    | 11 Deportivo       | 58   | 44 | 15 | 13 | 16 | 48 | 54 | −6   |                                       |
| 9    | Fte. San Francisco | 51   | 44 | 14 | 9  | 21 | 46 | 54 | −8   |                                       |
| 10   | Platense           | 44   | 44 | 11 | 11 | 22 | 45 | 73 | −28  |                                       |
| 11   | Jocoro             | 41   | 44 | 11 | 8  | 25 | 42 | 72 | −30  |                                       |
| 12   | Santa Tecla (D)    | 31   | 44 | 6  | 13 | 25 | 46 | 81 | −35  | Descenso a la Segunda División        |

 Fuente: 